# Teatro del Popolo (Rapolano Terme)
Il Teatro del Popolo è un teatro di Rapolano Terme, di proprietà della locale Associazione Filarmonico Drammatica di Rapolano Terme.
Per iniziativa della locale Società Filarmonica Rapolano Terme, intorno alla metà dell'ultimo decennio dell'800, ebbe un suo teatro "destinato al culto della civiltà". Il teatro, progettato dall'architetto senese Bettino Marchetti, presentava la tipica forma del teatro all'italiana con pianta a ferro di cavallo e 33 palchi divisi in due ordini e un loggione; la sala, al posto del primo ordine di palchi, presenta un loggiato che attraverso eleganti colonne permette l'accesso alle poltrone da tutto il perimetro della sala.
Gestito dal 1914 da una nuova Società che univa la Filarmonica e la Drammatica il teatro ha ospitato compagnie di passaggio e dagli anni trenta iniziò anche un'attività di cinematografo. Per assolvere a questa nuova funzione, il palco centrale del secondo ordine venne trasformato in cabina di proiezione.
Dopo essere divenuto sede del Partito Fascista e aver riportato gravi danni nel corso dell'ultimo conflitto mondiale, fu prontamente ricostruito e riprese la sua attività nel 1946.
Nel 1983 ha subìto un importante intervento di restauro strutturale e delle decorazioni con il rifacimento del tetto, dei solai dei palchi, dell'impianto elettrico e della decorazione della volta.
L'attuale redazione si deve a un'ulteriore opera di adeguamento realizzata fra il 1985 e il 2001 su progetto dell'architetto Claudio Starnini. Oggi il teatro, conservando l'originario aspetto di sala teatrale di forme eclettiche tipiche della fine dell'800, costituisce una struttura di medie dimensioni particolarmente adatta alle iniziative culturali del capoluogo e dell'area senese. Nel 1995 è stato dichiarato bene culturale di interesse storico artistico dal Ministero dei Beni Culturali e Ambientali.
Così recuperato il teatro, grazie anche al patrocinio dell'Amministrazione Comunale, oltre a una stagione teatrale di tutto rispetto e con largo seguito di pubblico, ospita anche interessanti iniziative: il premio letterario internazionale "Il Molinello" e la rassegna nazionale "La Goccia d'oro". E ancora, la Società Filarmonica, caso abbastanza raro e significativo di gestione di uno spazio teatrale quasi esclusivamente con l'opera di volontariato dei suoi soci, gestisce una scuola di teatro per ragazzi.